# 나즈와 카람
나즈와 카람(아랍어: نجوى كرم, 1966년 2월 26일 ~ )은 레바논의 가수이다. 1980년대부터 활동했지만 1990년대 중반까지 인기를 얻지 못했다. 레바논 특유의 억양이 들어간 목소리로 잘 알려져 있다. 무려 16장의 정규 앨범을 발표했다. 1994년부터 중동에서 가장 거대한 레코드 회사인 로타나 소속이다.

## 음반

### 정규 앨범
1. 《Ya Habayeb》(1989)
2. 《Shams el-Ghinnieh》 (1992)
3. 《Ana Ma'akon》(1993)
4. 《Naghmet Hob》(1994)
5. 《Ma Bassmahlak》(1995)
6. 《Hazi Helo》 (1996)
7. 《Ma Hada La Hada》(1997)
8. 《Maghroumeh》(1998)
9. 《Rouh Rouhi》(1999)
10. 《Oyoun Qalbi》(2000)
11. 《Nedmaneh》(2001)
12. 《Tahamouni》(2002)
13. 《Saharni》(2003)
14. 《Shu Mghaira..!》(2004)
15. 《Kibir'el Hob》(2005)
16. 《Hayda Haki》(2007)

### 베스트 앨범
- 《The Very Best Of Najwa Karam》 (2001)
- 《Greatest Hits》 (2004)